# Ora Lightning Cat
Ora Lightning Cat (кит. 欧拉闪电猫; пиньинь Ōulā Shǎndiàn Māo) — среднеразмерный электромобиль-седан, выпускающийся с 2022 года подразделением Ora компании Great Wall Motors. С 2023 года автомобиль продаётся также за пределами Китая под названием Ora 07.

## Описание
Впервые Ora Lightning Cat был представлен 21 апреля 2021 года на Шанхайском автосалоне параллельно с Ora Punk Cat. Второй прототип был представлен в сентябре 2021 года на Международном автомобильном салоне в Мюнхене под названием «03 Cat». Продажи Ora Lightning Cat начались на европейском рынке параллельно с 01 Cat и 02 Cat, каждый из которых переименован в Good Cat. В 2022 году автомобиль был представлен в Таиланде под названием Grand Cat. Конкурентами являются Porsche 911 и Porsche Panamera.
- Вид сзади
- Интерьер

## Технические характеристики
Ora Lightning Cat имеет аккумулятор ёмкостью 83,5 кВт⋅ч и электродвигатель мощностью 300 кВт (402 л. с.) и крутящим моментом 680 Н⋅м. Максимальная скорость составляет 180 км/ч. До 100 км/ч автомобиль разгоняется за 4,3 секунды. Запас хода по циклу NEDC составляет до 640 км.
Lightning Cat имеет систему автономного вождения 3 уровня, что позволяет управлять автомобилем, тормозить, ускоряться и парковаться без участия водителя. Также имеется система поддержки салона на основе искусственного интеллекта, которая отслеживает температуру и частоту пульса пассажиров автомобиля для регулировки комфорта в салоне.